# Потрага за змајем
Потрага за змајем је југословенски филм из 1961. године. Режирао га је Јане Кавчич а сценарио су написали Славко Голдстеин и Живорад Жика Митровић

## Радња
Други светски рат. Скривајући се од немачке патроле, Нада и Марко откривају међусобну наклоност. Њихов је задатак уништити ратни материјал, а за време акције Марко је рањен. Нада му покушава помоћи.

## Улоге
| Глумац          | Улога |
| --------------- | ----- |
| Ивица Пајер     | Марко |
| Јелена Бјеличић | Нада  |
| Златко Мадунић  | Миле  |
| Јанез Чук       |       |
| Примож Роде     | Бошко |
| Велимир Гјурин  | Стево |